# René Ferrier
René Ferrier (Thionne, 1936. december 7. – Saint-Étienne, 1998. szeptember 15.) francia válogatott labdarúgó, edző. 
A francia válogatott tagjaként részt vett az 1960-as Európa-bajnokságon.

## Sikerei, díjai
Saint-Étienne
- Francia bajnok (2): 1956–57, 1963–64
- Francia kupa (1): 1961–62
- Francia szuperkupa (2): 1957, 1962
- Francia bajnok (másodosztály) (1): 1962–63

Bastia
- Francia bajnok (másodosztály) (1): 1957–58